# Tanjung Marulak (Rambutan)
Tanjung Marulak is een bestuurslaag in het regentschap Tebing Tinggi van de provincie Noord-Sumatra, Indonesië. Tanjung Marulak telt 5187 inwoners (volkstelling 2010).